# Лестер, Тим
Тимоти Ли Лестер (англ. Timothy Lee Lester; 15 июня 1968, Майами, Флорида — 12 января 2021, Милтон, Джорджия) — профессиональный американский футболист, фуллбек. Выступал в НФЛ с 1992 по 1999 год. На студенческом уровне играл за команду Восточно-Кентуккийского университета, член его Зала спортивной славы. На драфте НФЛ 1992 года был выбран в десятом раунде.

## Биография
Тимоти Лестер родился 15 июня 1968 года в Майами. Один из семи детей в семье. Окончил старшую школу Майами Саутридж. С 1988 по 1991 год выступал в футбольном турнире NCAA за команду Восточно-Кентуккийского университета. За карьеру Лестер набрал 3640 выносных ярдов, на начало 2021 года этот результат был шестым в истории команды. В 2011 году он был избран в Зал спортивной славы университета.
На драфте НФЛ 1992 года Лестер в десятом раунде под общим 255 номером был выбран клубом «Лос-Анджелес Рэмс». В составе команды играл с 1992 по 1994 год. Следующие четыре сезона Лестер провёл в клубе «Питтсбург Стилерз», где был основным блокирующим бегущим для звезды команды Джерома Беттиса. Последний сезон профессиональной карьеры провёл в «Далласе», где играл в тандеме с будущим рекордсменом лиги по количеству выносных ярдов Эммиттом Смитом.
После завершения карьеры Лестер проживал в Милтоне в Джорджии. Он руководил молодёжной футбольной программой, тренировал школьную команду. Его благотворительный фонд Pigskin Academy занимался подготовкой и поддержкой молодых спортсменов из неблагополучных семей.
Тим Лестер скончался 12 января 2021 года в возрасте 52 лет. Причиной смерти стали осложнения после COVID-19.

### Статистика выступлений в НФЛ
| Сезон | Команда           | Игры | Приём | Приём | Приём | Приём | Вынос | Вынос | Вынос | Вынос |
| Сезон | Команда           | Игры | Rec   | Yds   | Y/A   | TD    | Att   | Yds   | Y/A   | TD    |
| ----- | ----------------- | ---- | ----- | ----- | ----- | ----- | ----- | ----- | ----- | ----- |
| 1992  | Лос-Анджелес Рэмс | 11   | 0     | 0     | 0,0   | 0     | 0     | 0     | 0,0   |       |
| 1993  | Лос-Анджелес Рэмс | 16   | 18    | 154   | 8,6   | 0     | 11    | 74    | 6,7   | 0     |
| 1994  | Лос-Анджелес Рэмс | 14   | 1     | 1     | 1,0   | 0     | 7     | 14    | 2,0   | 0     |
| 1995  | Питтсбург Стилерз | 6    | 0     | 0     | 0,0   | 0     | 5     | 9     | 1,8   | 1     |
| 1996  | Питтсбург Стилерз | 16   | 7     | 70    | 10,0  | 0     | 8     | 20    | 2,5   | 1     |
| 1997  | Питтсбург Стилерз | 16   | 10    | 51    | 5,1   | 0     | 2     | 9     | 4,5   | 0     |
| 1998  | Питтсбург Стилерз | 9    | 9     | 46    | 5,1   | 0     | 0     | 0     | 0,0   | 0     |
| 1999  | Даллас Каубойс    | 5    | 2     | 9     | 4,5   | 0     | 0     | 0     | 0,0   | 0     |
| Всего | Всего             | 93   | 47    | 331   | 7,0   | 0     | 33    | 126   | 3,8   | 2     |